# جنجال املاک نجومی
جنجال املاک نجومی اشاره به گزارش سازمان بازرسی کل کشور در مجموعه افشاگری‌ها و واکنش‌هایی دارد که در مورد واگذاری چند هزار میلیاردی املاک به بعضی مدیران ارشد شهری و برخی اعضای شورای شهر تهران در زمان محمدباقر قالیباف صورت گرفت. سایت معماری نیوز به مدیر مسئولی یاشار سلطانی برای اولین بار این موضوع را رسانه‌ای کرد که شهرداری تهران به برخی از مدیران شهرداری، اعضای شورای شهر، یک نماینده مجلس، یک مقام نیروی انتظامی و چند مقام و مأمور حراست، در شمال تهران، املاکی با قیمت‌های نجومی را با ۵۰ درصد تخفیف واگذار کرده‌است و در بسیاری موارد قیمت کارشناسی املاک نیز کمتر از نرخ واقعی برآورد شده و برای پرداخت ۵۰ درصد باقی‌مانده وام‌های کلان با باز پرداخت ناچیز در نظر گرفته شده‌است. بعضی نمایندگان مجلس شورای اسلامی از لزوم ورود این قوه به تحقیق و تفحص از شهرداری تهران سخن گفتند. در ۶ آبان ۹۵ دادستان کل کشور از تخلف در واگذاری املاک به ۴۵ نفر از مدیران شهرداری و خارج از شهرداری که عضو تعاونی نبوده‌اند و ۱۵۰ نفر که تخفیف بالا و خارج از ضابطه گرفته‌اند و ۲۹ نفر خارج از شهرداری که آپارتمان گرفتند خبر داد.

## رسانه‌ای شدن
روزنامه شرق در شماره سوم شهریور مطلبی با عنوان «۲ هزارمیلیارد تخفیف و تقسیط خاص» منتشر کرد که روزنامه شهروند در شماره روز ۷ شهریور ۱۳۹۵ خود از آن با عنوان «خانه‌های نجومی» نام برد و تعدادی از اعضای شورای شهر تهران و رسانه‌های ایران، شهرداری تهران را به «تخلف» بیش از دو هزار میلیارد تومان در فروش املاک خود با «تخفیف ویژه بیش از ۵۰ درصد» به اعضای شورای شهر، مدیران شهرداری، برخی از خبرنگاران صدا و سیما و تعاونی مسکن قوه قضائیه متهم کردند.روزنامه شهروند در گفتگویی با احمد حکیمی‌پور، عضو اصلاح‌طلب شورای شهر تهران منتشر کرد که در آن از «تخلف ۱۵۰ میلیارد تومانی» در واگذاری املاک شهرداری تهران به برخی تعاونی‌ها و «تخلف دو هزار و ۲۰۰ میلیارد تومانی» در فروش املاک به افراد پرده برداشت.
روزنامه شهروند در گزارش تعقیبی خود در روز ۹ شهریور نیز از ماجرای واگذاری املاک شهرداری تهران با عنوان «خانه‌های نجومی» نام برد.
در پی آن روزنامه‌های هوادار دولت به افشای بخشش هزارها میلیارد تومان از ساختمان‌های تحت اداره شهرداری به اعضای شورای شهر و کارکنان شهرداری تهران پرداختند.
به نوشته روزنامه ابتکار «واگذاری بی‌ضابطه املاک شهرداری تهران به افراد خاص» خبری بود که از اوایل شهریور ۹۵ در رسانه‌ها منتشر شد و سروصدای زیادی به راه انداخت، روزنامه‌های تندرو و اصولگرا از انعکاس آن خودداری کردند و به نوشته روزنامه ایران محمدباقر قالیباف شهردار تهران هم در توضیحی آن را رد نکرد بلکه روند عادی و قانونی خواند.
به نوشته روزنامه‌های هوادار دولت غلامرضا انصاری یکی از اعضای شورای شهر تهران در جلسه این شورا از واگذاری‌های بزرگ و بی ضابطه در شهرداری تهران خبر داد و گفت: «این نهاد تعدادی خانه و ملک خود را که جزو اموال عمومی است با تخفیف‌ها و تقسیط‌های بسیار زیاد به برخی از افراد خاص واگذار کرده‌است. او از ورود سازمان بازرسی کل کشور به این پرونده نیز خبر داد و با بیان اینکه متأسفانه گزارش سازمان مذکور به دست اعضای شورای شهر نرسیده‌است، از چمران رئیس شورای شهر تهران خواست اگر چنین گزارشی به دستش رسیده، به سایر اعضای شورا هم بدهد. هم‌زمان روزنامه اعتماد در سرمقاله خود بدون اشاره به مصداق‌های سخن خود از دولت انتقاد کرده که چرا به افشاگری بسنده می‌کند و از اطلاع‌رسانی صحیح و دقیق به مردم پرهیز می‌کند.
سایت معماری‌نیوز در ۹ شهریور ۱۳۹۵ تصویری از یک نامه سازمان بازرسی کشور را منتشر کرد که در آن شهرداری تهران به «ارتشا، اختلاس و کلاهبرداری» و «تضییع اموال عمومی» به مبلغ ۲۲۰۰ میلیارد تومان متهم شد. به استناد این نامه، شهرداری تهران به برخی از مدیران خود، اعضای شورای شهر، یک نماینده مجلس، یک مقام نیروی انتظامی و چند مقام و مأمور حراست، زمین‌هایی را در مناطق شمالی تهران با ۵۰ درصد تخفیف واگذار کرده‌است. در نامه سازمان بازرسی کل کشور اعلام شده بود که این زمین‌ها با قیمت‌های «بسیار نازل (غیر واقعی)» و «با اعمال تخفیف قابل توجه حداقل از ۱۰۰ میلیون تا بیش از یک میلیارد تومان» و همچنین به صورت «قسط‌های ۶۰ ماهه» به افراد واگذار شده‌است و همچنین اعلام کرده که این ۲۰۰ آپارتمان، خانه ویلایی و زمین شهرداری تهران، در مجموع دو هزار و ۲۰۰ میلیارد تومان کمتر از قیمت اصلی فروخته شده‌است.
روزنامه اعتماد در تیتر یک شماره چهارشنبه ۱۰ شهریور خود با عنوان «شهرداری زیر تیغ تحقیق و تفحص» گزارش داده که «اعضای اصلاح طلب شورای شهر با تقدیم طرحی دربارهٔ بررسی واگذاری املاک نجومی خواستار ورود این نهاد به موضوع شدند.»
محمدجواد حق‌شناس در گفتگو با آفتاب‌نیوز گفت: «یک مورد از پرونده فسادمالی شهرداری تهران برابر با حقوق نجومی ۱۵ساله یک مدیر است.» این سایت به نقل از سایت معماری‌نیوز به انتشار نامه بازرسی کل کشور همراه فهرست کامل افرادی که از تخفیف‌های نجومی استفاده کرده‌اند و میزان و سمت ایشان اقدام گرد.
عبدالرضا رحمانی فضلی، وزیر کشور ایران، روز جمعه ۱۲ شهریور اعلام کرد که دستور پیگیری تخلفات منسوب به شهرداری و شورای شهر را داده‌است.
روزنامه تعادل از «رای شورای شهر تهران به تفحص از شهرداری» خبر داده و نوشته‌است: «پارلمان شهری پایتخت روز یکشنبه به یک فوریت طرحی رای داد که به موجب آن مسیر تحقیق و تفحص این شورا از واگذاری‌های شهرداری تهران به اشخاص حقیقی و حقوقی هموار می‌شود.»

### دو هزار مورد تخلف در واگذاری
محمود میرلوحی، عضو شورای شهر تهران، در گفت‌وگویی با روزنامه اعتماد تأکید کرد که در گزارش اولیه مربوط به این املاک بحث واگذاری ۶۷۴ ملک به صورت غیرقانونی مطرح شد ولی با پیگیری‌های بعدی به بیش از ۲۰۰۰ ملک رسید و پرونده املاک نجومی کماکان باز است. بر اساس اظهارات این عضو شورای شهر، قرار است پیروز حناچی، شهردار تهران، به‌زودی دربارهٔ پشت پرده مربوط به واگذاری ۴۱ ملک از مجموعه املاک نجومی صحبت کند.
میرلوحی گفته‌است که در جریان واگذاری این بخش از املاک نجومی، علاوه بر مدیران سابق شهرداری تهران، برخی از اعضای سابق شورای شهر نیز نقش داشته‌اند. میرلوحی در مصاحبه با روزنامه اعتماد اظهار کرد که پرونده املاک نجومی در قوه قضاییه «سر به نیست» شده‌است.

#### بازپس‌گیری برخی املاک از سپاه
همچنین او در گفت‌وگو با روزنامه اعتماد خبر داد که در طول دو هفته گذشته تعدادی از ملک‌های شهرداری که در قالب پرونده املاک نجومی، «بدون حساب به رسا تجارت واگذار شده بود»، پس گرفته شده‌است. شرکت رسا تجارت مبین وابسته به بنیاد تعاون سپاه است و در سال‌های اخیر دربارهٔ یک پرونده مالی با شهرداری تهران نام آن مطرح شد. به گفته اعضای شورای شهر تهران، این شرکت وابسته به سپاه در مجموع قراردادهای خود با شهرداری چهار هزار میلیارد تومان به شهرداری بدهکار شده و آن را پس نداده‌است.

### برخی اسامی برجسته در نامه که دریافت‌کننده املاک معرفی شده‌اند
برخی از مدیران ارشد شهرداری تهران که متهم به دریافت تسهیلات فراقانونی شده‌اند:
| ردیف | نام دریافت‌کننده       | سمت                                  | آدرس             | مساحت  | قیمت کارشناسی  | درصد تخفیف    | قیمت پرداخت    |
| ---- | --------------------- | ------------------------------------ | ---------------- | ------ | -------------- | ------------- | -------------- |
| ۱    | مصطفی فیضی            | رئیس سازمان بازرسی، مشاور شهردار     | زمین در مرزداران | ۴۶۳٫۰۲ | ۳۵٫۶۵۲٫۵۴۰٫۰۰۰ | ۵۰ درصد تخفیف | ۱۷٫۸۲۶٫۲۷۰٫۰۰۰ |
| ۲    | علیرضا نادری          | معاون شهرسازی و معماری               | دربند            | ۱۸۳    | ۱۰٫۴۰۰٫۰۰۰٫۰۰۰ | ۵۰ درصد تخفیف | ۵۲۰۰٫۰۰۰٫۰۰۰   |
| ۳    | مصطفی آجرلو           | رئیس سازمان ورزش                     | دربند            | ۱۸۳    | ۱۰٫۴۰۰٫۰۰۰٫۰۰۰ | ۵۰ درصد تخفیف | ۵۲۰۰٫۰۰۰٫۰۰۰   |
| ۴    | فریدون آخوندی         | مدیر عامل شرکت خدمات مالی شهر        | دربند            | ۱۳۵    | ۷٫۷۰۰٫۰۰۰٫۰۰۰  | ۵۰ درصد تخفیف | ۳٫۸۵۰٫۰۰۰٫۰۰۰  |
| ۵    | محسن آژینی            | مشاور شهرداری                        | زمین در مرزداران | ۴۶۳٫۲  | ۳۵٫۶۵۲٫۵۴۰٫۰۰۰ | ۵۰ درصد تخفیف | ۱۷٫۸۲۶٫۲۷۰٫۰۰۰ |
| ۶    | علی برادران فلاحی     | مدیر عامل مسئول حراست                | دربند            | ۱۸۳    | ۱۰٫۴۰۰٫۰۰۰٫۰۰۰ | ۵۰ درصد تخفیف | ۵٫۲۰۰٫۰۰٫۰۰۰   |
| ۷    | عبدالصمد پروین        | معاون حراست کل                       | شهرک غرب         | ۱۶۰٫۰۹ | ۲٫۰۰۰٫۰۰۰٫۰۰۰  | -             | ۲٫۰۰۰٫۰۰۰٫۰۰۰  |
| ۸    | سید موسی پور موسوی    | مشاور شهردار، شهردار منطقه ۱۶        | خ موحد دانش      | ۱۷۱٫۵۶ | ۱۰٫۲۹۳٫۶۰۰٫۰۰۰ | ۵۰ درصد تخفیف | ۵۱٫۴۶۸٫۰۰۰٫۰۰۰ |
| ۹    | محسن ترک آبادی        | مدیر دفتر - معاون سازمان سرمایه‌گذاری | دربند            | ۱۳۵    | ۷٫۷۰۰٫۰۰۰٫۰۰۰  | ۵۰ درصد تخفیف | ۳٫۸۵۰٫۰۰۰٫۰۰۰  |
| ۱۰   | محسن ترک آبادی (دومی) | مدیر دفتر - معاون سازمان سرمایه‌گذاری | دربند            | ۹۹     | ۵٫۷۰۰٫۰۰۰٫۰۰۰  | ۵۰درصد تخفیف  | ۲٫۸۵۰٫۰۰۰٫۰۰۰  |
| ۱۱   | سید جعفر تشکر هاشمی   | معاون حمل و نقل و ترافیک             | ولنجک            | ۲۲۰    | ۱۰٫۳۴۰٫۰۰۰٫۰۰۰ | ۵۰ درصد تخفیف | ۵٫۱۷۰٫۰۰۰٫۰۰۰  |

## افشا کنندگان فساد
- شورای شهر: سایت معماری نیوز رحمت‌الله حافظی رئیس کمیسیون محیط زیست و سلامت شورای اسلامی شهر تهران را عامل افشای اسامی به سازمان بازرسی کل کشور معرفی کرد. اما سایت شفاف نیوز که حامی قالیباف شهردار تهران معرفی می‌شود مدعی است که عامل افشای واگذاری‌ها غلامرضا انصاری عضو اصلاح طلب شورا بوده‌است.
- نادر خاقانی: نادر خاقانی رئیس هیئت کارشناسی سازمان بازرسی کل کشور نامه‌ای به قالیباف ارسال کرد. پس از انتشار متن نامه توسط سایت معماری نیوز؛ «سایت شهر نوشت» متعلق به شهرداری تهران متنی را به عنوان مصاحبه با نادر خاقانی منتشر کرد که صحت گزارش را زیر سؤال می‌برد و در ان آمده بود: «ما فقط سؤال مطرح کردیم/اغلب اسامی و پلاک‌های ثبتی اعلام شده اساساً صحت ندارد». رسانه‌های حامی قالیباف این متن را به سرعت منتشر کردند اما اندکی بعد نادر خاقانی در مصاحبه با سایت مشرق نیوز گفت که اساساً چنین مصاحبه‌ای نداشته‌است. «بنده مصاحبه‌ای با رسانه‌ها دربارهٔ پرونده املاک شهرداری تهران نداشته‌ام و تمام نقل قول‌های منتشره را تکذیب می‌کنم».[۱۹]
- رسانه‌ها: خبر فساد ابتدا در روزنامه شهروند منتشر گردید و دو روز بعد سایت معماری نیوز به سردبیری یاشار سلطانی متن نامه سازمان بازرسی را افشا کرد. شدیدترین برخورد نیز با این سایت و شخص یاشار سلطانی صورت گرفته و وی بازداشت شد.

## واکنش اصولگرایان
محمدباقر قالیباف، شهرداری تهران، در ۷ شهریور ۱۳۹۵ گفت تخفیف به اعضای تعاونی‌های مسکنی که در شهرداری ثبت نام کرده‌اند مطابق قانون است. خبرگزاری ایلنا به نقل از شهردار تهران نوشت که در حال حاضر نزدیک به ۳۰ هزار نفر در بیش از ۱۰۰ تعاونی شهرداری تهران ثبت نام کرده‌اند و قوانین به مجموعه شهرداری تهران اختیار داده‌است که در حوزه پروانه و املاک «مشکل مسکن کارکنان خود را حل کند».
غلامحسین محسنی اژه‌ای، سخنگوی قوه قضائیه، روز یکشنبه هفتم شهریور، گفت که این سازمان در نامه‌ای خواستار پاسخگویی شهرداری شده، ولی «هنوز جوابی نیامده و پرونده قضایی هم در این رابطه تشکیل نشده‌است».
در مقابل خبرگزاری تسنیم، گفتگوهایی را با رئیس، نایب رئیس و چند عضو اصولگرای شورای شهر تهران منتشر کرد که در آن ادعا شده، جنجال موسوم به «خانه‌های نجومی» با اهداف سیاسی و با هدف اثرگذاری بر انتخابات هیئت رئیسه شورای شهر راه افتاده‌است.
در این زمینه مهدی چمران، رئیس شورای شهر تهران گفت: «نامه‌ای که گفته می‌شود سازمان بازرسی به شهرداری و شورا ارسال کرده، به دست من یا قالیباف نرسیده‌است». او همچنین گفت که «حضور دو جناح در شورای شهر، نباید باعث شود مسائل داخلی به خارج شورا کشیده شود» و بدون اشاره مستقیم افزود که «عده‌ای از بیرون فضای شورا، برنامه‌ریزی‌هایی می‌کنند که درست نیست». او همچنین از دستگاه قضایی خواست تا به «چنین دروغ پردازی‌هایی» رسیدگی کند. او در این زمینه گفته بود: «اگر علیه هم حرف بزنیم مطمئن باشید که همه بازنده خواهیم بود.»
روزنامه اصولگرای کیهان با تیتر «دستگاه قضایی موضوع سوء استفاده نجومی در شهرداری را بررسی کند / دست‌درازی به بیت‌المال خیانت است چه در شهرداری چه در دولت» با بیان اینکه پس از ماجرای فیش‌های نجومی مردم احساس کردند تدبیر و امید سر آن‌ها کلاه گذاشته و دولت هیچ کاری برای این خیانت بزرگ به آرمان‌های انقلاب نخواهد کرد مدعی شد مسئله افشای فساد در شهرداری «شبیه سازیِ اتاق فکر دولت» است.
موحدی کرمانی امام جمعه موقت تهران که به صحبت و تبلیغ بسیار در مسئله افشای فیش‌های حقوقی شهرت داشت به‌طوری هر هفته بر آن تأکید می‌کرد، پس از افشای فساد در شهرداری و املاک نجومی در خطبه‌های نماز جمعه ۱۲ شهریور به جای اشاره به مسئله املاک نجومی در بیشتر خطبه خود بر لزوم برخورد با متخلفان مسئله فیش‌های حقوقی نامتعارف پرداخت و هیچ اشاره‌ای به مسئله املاک نجومی نکرد.
رحمت‌الله حافظی رئیس کمیسیون سلامت شورا، با غیرقابل انکار دانستن ماجرای املاک نجومی خواهان رسیدگی سازمان بازرسی به آن شده‌است.
احمد توکلی رئیس سازمان دیده‌بان شفافیت و عدالت و نمایندهٔ پیشین مجلس در این باره گفت: «تخلف شهرداری و شورای شهر تهران محرز است.»
گزارش او دربارهٔ املاک نجومی مفصلاً در سایت‌ها منتشر شد که طبق گزارش او از لیست ۱۸۰ نفره واگذاری‌ها، واگذاری به ۱۲۲ نفر محرز شده‌است. به این ترتیب ۱۷ هزار متر مربع (عمدتاً در مناطق ۱، ۲، ۳ و ۲۲ تهران) با ارزش کارشناسی ۸۲ میلیارد و ۵۰۰ میلیون تومان و با ۲۴ میلیارد و ۳۰۰ میلیون تومان تخفیف غیرقانونی واگذار شده‌است.
سعید جلیلی در ۹ دی ۱۳۹۵ گفت: «نگرانی نسبت به کارتن خواب‌ها زمانی درست است که از حقوق‌ها و املاک نجومی هم شرمسار باشید.»

## برخورد با رسانه‌ها و سایت‌های افشاگر
دستگاه قضایی و مسئولان شهرداری و شورای شهر و دیگر نهادهای مرتبط با این جنجال برخلاف وظیفه ذاتی خود مبنی بر مبارزه با فساد و برخلاف رویه ایشان در موارد مشابه مانند جنجال حقوق‌های نجومی با افشاگران و رسانه‌هایی که به اطلاع‌رسانی این جنجال پرداختند برخورد تندی داشتند.
یاشار سلطانی، سردبیر سایت معماری‌نیوز، با شکایت مهدی چمران و محمدباقر قالیباف به دادگاه احضار شد. سلطانی گفت که گزارش منتشر شده در این سایت خبری بر مبنای حکم سازمان بازرسی کل کشور بوده و این حکم جنبه محرمانه نداشته‌است.
دبیرخانه کارگروه تعیین مصادیق محتوای مجرمانه در یک ایمیل از مدیرعامل شاتل (شرکت ارائه دهنده خدمات اینترنتی به سایت معماری نیوز) درخواست کرده فوراً به مسدودسازی سایت اقدام کنند. در این ایمیل به شاتل هشدار داده شده در صورت تأخیر در اجرای دستور کارگروه تعیین مصادیق مجرمانه، برای این شرکت خدمات اینترنتی نیز اعلام جرم خواهد شد. در پی آن سایت معماری نیوز با دستور مقام قضایی فیلتر شد.
به گفته سلطانی «پایگاه خبری معماری نیوز وب‌سایت رسمی، دارای پروانه رسمی وزارت ارشاد برای مطبوعات است که بدون تفهیم اتهام یا محرز شدن هر جرمی توسط کمیته فیلترینگ فیلتر شده‌است.»
مسدود شدن وب‌سایت معماری‌نیوز با واکنش احمد مسجدجامعی عضو شورای شهر روبه‌رو شد و او روز جمعه ۱۲ شهریور یادآور شد که وب‌سایت‌هایی که «به بهانه فیش‌های حقوقی اتهامات سنگینی را متوجه دولت کردند» فیلتر نشدند و فیلتر شدن وب‌سایت معماری‌نیوز در نظر افکار عمومی «برخورد دوگانه با یک مشکل تعبیر خواهد شد».
درحالی که نامه منتشرشده سازمان بازرسی کل کشور دربارهٔ تخلفات شهرداری تهران هیچگونه مهر محرمانه یا طبقه‌بندی شده ندارد این سازمان با صدور اطلاعیه‌ای اعلام کرد این نامه محرمانه بوده‌است و افزود «آنچه در برخی از سایت‌ها و جراید از آن به عنوان گزارش سازمان نام برده شده، صرفاً نامه دو صفحه‌ای اخذ دفاع هیئت بازرسی، خطاب به مدیران شهرداری تهران به‌منظور پاسخ به اقدامات خود در خصوص واگذاری املاک شهرداری تهران بوده و این نامه گزارش نهایی سازمان محسوب نمی‌شود.» در اطلاعیه این سازمان تأکید شده که مسئله تخلف احتمالی را پیگیری می‌کند اما در عین حال از رسانه‌های ایرانی خواسته‌است که از «گمانه‌زنی» در اینباره خودداری کنند.
صادق لاریجانی، رئیس قوه قضائیه، با صدور ابلاغیه‌ای دادستان کل کشور را مأمور رسیدگی به این موضوع کرد و در ابلاغیه‌اش افزود: «پیگیری شود اصحاب رسانه و مسئولین سایت‌ها خارج از ضوابط قانونی از درج مطالبی که موجب هتک حیثیت افراد و تشویش اذهان عمومی می‌شود، خودداری نموده و با مدیران مسئول رسانه‌ها و سایت‌های متخلف برخورد قانونی به عمل آید.»
به دنبال انتشار اخبار واگذاری‌های املاک شهرداری و فیلتر کردن سایت معماری‌نیوز، خبرگزاری‌های «موج» و «برنا»، سایت «۹صبح» نزدیک به حزب کارگزاران سازندگی و همچنین سایت اصلاح‌طلب «پویش» هم فیلتر شدند. به گفته بهارنیوز، شهرداری تهران عامل فیلتر شدن خبرگزاری هاست و برنا به دلیل خبرها و گزارش‌هایی که دربارهٔ شهرداری تهران و محمدباقر قالیباف بر روی خط رفته بود، فیلتر شده‌است. سردبیر سایت پویش در صفحهٔ توییتر در واکنش به فیلتر شدن سایت خود نوشت: «فیلتر شدیم. دلیلش هنوز اعلام نشده ولی احتمالاً سر ماجرای شهرداریه. ما فیش‌های حقوقی رو هم افشا کردیم اما دولت حقوقدان کاری نداشت.»
به دنبال شکایت محمدباقر قالیباف و مصطفی چمران، یاشار سلطانی، سردبیر سایت افشاگر معماری‌نیوز به دادسرای فرهنگ و رسانه احضار و در روز شنبه ۲۷ مرداد به دلیل نداشتن وثیقه ۲۰۰ میلیون تومانی بازداشت شد. او با سه شکایت روبرو است: شکایت قالیباف، شهردار تهران از انتشار گزارش فهرست واگذاری املاک شهرداری به چند مقام و اعضای شورای شهر با تخفیف‌های کلان؛ شکایت دیگر باز هم از طرف شهردار تهران دربارهٔ انتشار خبر ازدواج دخترش در پارک لویزان و اتهام استفاده از امکانات عمومی برای استفاده شخصی و شکایت سوم از طرف مصطفی چمران، رئیس شورای شهر تهران به دلیل انتشار مطلبی دربارهٔ فعالیت فرزند او در یک شرکت نوسازی.
یاشار سلطانی چند روز قبل از بازداشت در گفتگوی ویدئویی گفت: «حجم واگذاری‌ها بسیار بیشتر از رقم اعلامی تاکنون بوده‌است.» او همچنین اطلاع داد: «بعد از فیلترینگ معماری نیوز احمد توکلی پیگیر مسئله فیلترینگ سایت شد و توانستیم چند وکیل اختیار کنیم، بعداً فهمیدیم ایشان به درخواست قالیباف پیگیر ماجرا شدند.
غلامحسین محسنی‌اژه‌ای یک روز پس از انتشار خبر بازداشت یاشار سلطانی در نشست خبری خود با خبرنگاران گفت که گزارش سازمان بازرسی نباید منتشر می‌شد. او البته دلیلی برای این مخفی‌کاری نیاورد و در مقابل خبرنگاری که می‌پرسید پس چرا اخبار فیش‌های نجومی باید منتشر می‌شد پاسخی نداشت.
مسعود حیدری مدیرعامل خبرگزاری کار ایران -ایلنا- در ارتباط با پرونده واگذاری املاک شهرداری و اعضای شورای شهر روز یکشنبه ۱۱ مهر به دادسرای فرهنگ و رسانه احضار و در خصوص شکایت پنج تن از اعضای شورای شهر تهران به نام‌های هادی ساعی، محسن پیرهادی، معصومه آباد، الهه راستگو و ابوالفضل قناعتی تفهیم اتهام شد. وکیل مدافع ابوالفضل قناعتی، عضو شورای شهر در این باره گفت که پنج عضو شورا در مجموع از ۱۰ وبسایت خبری و چند کانال تلگرامی شکایت کرده‌اند. او خبرگزاری دولتی برنا را نیز یکی از رسانه‌هایی عنوان کرد که از آن شکایت شده‌است. برخی منابع شمار پایگاه‌های خبری و کانال‌های تلگرامی که باید پاسخگوی شکایت ۵ عضو شورای شهر باشند را تا ۱۴ اعلام کردند و از این‌که برخلاف رویه معمول و ارسال تکذیبیه، قبل از این‌که پاسخی دریافت و درج شود با سایت‌هایی که گزارش تخلف را داده‌اند به شدت برخورد شده و اقدام به فیلتر سایت و بازداشت و زندان شده‌است اظهار تعجب کردند.
مسعود پزشکیان، نایب رئیس نخست مجلس، با انتقاد از برخورد قهرآمیز شهرداری تهران با رسانه‌های منتقد این سازمان و با تأکید بر لزوم برخورد مجلس با این برخورد تصریح کرد: «به‌هیچ‌وجه بروز تخلف در شهرداری تهران را تکذیب نمی‌کنم.» او همچنین در واکنش به برکناری یکی از دبیران خبر یک شبکه رادیویی به دلیل انتشار تذکر یکی از نمایندگان در صحن علنی مجلس که به عملکرد شهرداری تهران انتقاد کرده بود، گفت: چندی پیش پس از آن‌که چندین‌بار از بنده برای حضور در برنامه نبض صداوسیما دعوت شد، تمام مسئولان برنامه را تغییر دادند که دیگر از بنده دعوت نشود و متأسفانه چنین مسائلی اتفاق می‌افتد.
در ۶ مهر ۱۳۹۵ در یکی از پرتنش‌ترین نشست‌های شورای شهر تهران، ابوالفضل قناعتی، عضو هیئت رئیسه این شورا در واکنش به افشای جنجال خانه‌های نجومی گفت: کسی که این حرف‌ها را منتشر کرده یک هفته خواهرش دست داعش باشد تا بفهمد. رضا تقی‌پور عضو اصولگرای شورای شهر و سخنگوی شورای شهر نیز در ادامه گفت: به همه تذکر می‌دهم اگر قرار است آبرو ببرند، برای هیچ‌کس آبرویی نمی‌ماند!. انتشار فایل صوتی این سخنان در فضای مجازی و رسانه‌ها خود جنجالی تازه آفرید. با وجود انتشار فایل صوتی، ابوالفضل قناعتی انتساب جمله‌ای دربارهٔ خواهر یاشار سلطانی به خود را تکذیب کرد و مدعی تحریف اظهاراتش شد.
به گزارش ایلنا در اول آبان ۱۳۹۵، بیش از ۷۰۰ روزنامه‌نگار و خبرنگار از ده‌ها نشریه و خبرگزاری در نامه‌ای ضمن حمایت از سردبیر سایت معماری‌نیوز از قوه قضاییه درخواست کردند یاشار سلطانی آزاد شود.
روز سه شنبه ۴ آبان عباس جعفری دولت‌آبادی دادستان تهران، در حالی که هنوز برای سلطانی دادگاهی برگزار نشده اعلام کرد که «سوء نیت خاص» یاشار سلطانی «محرز» است و احمد حکیمی‌پور عضو شورای شهر تهران اسناد سازمان بازرسی دربارهٔ تخلفات شهرداری تهران را در اختیار او گذاشته‌است.
در ۹ آبان ۱۳۹۵ در نامه‌ای به رئیس قوه قضاییه، ۱۴ عضو شورا شهر تهران اعلام کردند هیچ شکایتی از سایت معماری‌نیوز و مدیرمسئول آن - یاشار سلطانی - ندارند و خواستار آزادی او شدند.
در یک جلسه جنجالی شورای شهر تهران در ۱۸ آبان، دو عضو اصولگرای این شورا، احمد حکیمی پور از اصلاح طلبان عضو این شورا را به درز دادن پنهانی اطلاعات مربوط به این پرونده و انکار این نقش به دروغ متهم کردند. محسن سرخو، رئیس کمیسیون حمل و نقل شورای شهر نیز در دفاع از حکیمی پور با فریاد گفت: «آنان که تخلف کرده‌اند باید خجالت بکشند، شهردار باید خجالت بکشد؛ آنهایی که خوردند و بردند باید خجالت بکشند.»
در ۲۲ آبان ۱۳۹۵ دادستان تهران اعلام کرد که با تکمیل تحقیقات پرونده یاشار سلطانی، او با تبدیل قرار تأمین آزاد شده‌است.

## واگذاری‌ها به یک خیریه
در ادامه افشاگری دربارهٔ فساد مالی شهرداری تهران روزنامه شرق یکشنبه ۲ آبان از واگذاری چند هزار متر زمین به یک مؤسسه خیریه پرده برداشت که توسط همسر محمدباقر قالیباف شهردار تهران اداره می‌شود و همچنین کمک چند ده میلیارد تومانی شهرداری به این مؤسسه در چند سال اخیر خبرساز شد.
رحمت‌الله حافظی، عضو شورای شهر تهران، خبر داد که ۴۹ هزار و ۶۰۸ متر مربع زمین به قیمت هر متر مربع ۱۴۹ هزار تومان به یک مؤسسه خیریه واگذار شده که زهرا سادت مشیر، همسر محمدباقر قالیباف شهردار تهران، یکی از اعضای هیئت امنای آن است. روز یکشنبه دوم آبان، غلامرضا انصاری، عضو دیگر شورای شهر تهران به خبرگزاری ایلنا گفت، شهرداری تهران نه تنها به این خیریه زمین، به توصیف او، «به صورت رایگان یا نزدیک به رایگان و با قیمت ناچیز» واگذار کرده‌است، بلکه هر ساله به این خیریه کمک مالی می‌کند. گزارش روزنامه شرق در همین روز نیز حاکی از کمک چند ده میلیارد تومانی شهرداری به این مؤسسه در چند سال اخیر است. با این حال شهرداری تهران اعلام کرده که اموال این مؤسسه متعلق به هیچ شخص حقیقی و حقوقی نیست و «کاملاً وقف عام است» و این زمین «به نرخ کارشناسی روز» واگذار شده‌است. این درحالی است که در آگهی‌های فروش زمین در منطقه ۲۲ تهران، هر متر مربع که امکان ساخت واحد مسکونی در آن باشد، بیش از سه میلیون تومان به فروش می‌شود.
بر اساس روزنامه رسمی جمهوری اسلامی ایران در لیست اعضای هیئت مدیره مؤسسه «خیریه امام رضا» نام زهراسادات مشیر همسر محمدباقر قالیباف شهردار تهران، فرهاد یعقوبی قزوینی معاون هماهنگی در نیروی انتظامی تهران بزرگ در زمان خدمت قالیباف در نیروی انتظامی و رضا شیران خراسانی رئیس ستادهای مردمی قالیباف در انتخابات ریاست جمهوری یازدهم و مشاور ارشد شهردار تهران دیده می‌شود. همچنین در این ماجرا نام مجید سمیعی پزشک متخصص مغز و اعصاب و دستیار او نیز به میان آمده‌است.

## واکنش قوه قضاییه
با گذشت نزدیک به دو ماه از این جنجال، برای اولین بار پس از افشای واگذاری املاک به مدیران حکومتی، یکی از مسولان قوه قضاییه در ۶ آبان ۱۳۹۵ جزئیات بیشتری دربارهٔ این پرونده ارائه داد و «تخلف قطعی» در شهرداری تهران را تأیید کرد. محمدجعفر منتظری دادستان کل ایران در یک مصاحبه زنده تلویزیونی دربارهٔ پرونده واگذاری املاک شهرداری از «تخلف قطعی» در این نهاد خبر داد و گفت که در مجموع ۴۵ نفر «خارج از ضابطه قانونی» از شهرداری ملک گرفته‌اند که این املاک باید بازگردانده شود. او اعلام کرد این ۴۵ نفر، مدیران شهرداری و خارج از شهرداری بوده‌اند که بدون آن‌که عضو تعاونی باشند به‌طور مستقیم از شهرداری تهران آپارتمان گرفته‌اند. او افزود قرارداد این افراد «باطل بود و باید فسخ می‌شد.» و خبرداد که تاکنون قرارداد ۳۶ نفر باطل شده‌است. دادستان کل ایران همچنین در بخش دیگری از این مصاحبه به ۱۵۰ نفر از مدیران مجموعه شهرداری تهران اشاره کرد که بر خلاف ۴۵ مدیر قبلی، عضو تعاونی‌های مسکن شهرداری بوده و با تخفیف ملک گرفته‌اند. او اعلام کرد به این افراد «بیش از آنچه باید» تخفیف داده شده‌است.  منتظری افزود ۲۹ نفر از افرادی که این آپارتمان‌ها به آن‌ها واگذار شده از کارکنان و مدیران شهرداری تهران نبودند که «تخلف قطعی است».
سرانجام سخنگوی قوهٔ قضائیه محسنی اژه‌ای اعلام کرد ۳۰ نفر در پرونده املاک شهرداری به دادسرا احضار شده‌اند.
دادستان کل ایران در یک مصاحبه تلویزیونی دربارهٔ پرونده واگذاری املاک شهرداری از «تخلف قطعی» در این نهاد خبر داد و گفت که در مجموع، ۴۵۵ نفر «خارج از ضابطه قانونی» از شهرداری ملک گرفته‌اند که باید این املاک بازگردانده شود. جعفری دولت‌آبادی داستان تهران با بیان اینکه شهرداری به چند نفر ۲۰۰ میلیون وجه نقد داده اضافه کرد:
«یکی از کارمندان شهرداری که از وی تحقیق شده، در تحقیقات اعلام کرده به دلیل مستأجر بودن از شهرداری ملکی با ۱۷ سال قدمت، بدون آسانسور و در طبقه سوم در منطقه فلکه دوم تهران‌پارس با سی درصد تخفیف دریافت کرده‌است. فرد دیگری که در شهرداری سمت دارد، ادعا کرده که یک واحد مسکونی در منطقه ۲۲ داشته که پس از رایزنی با شهرداری، ملکی با متراژ ۴۴۳ متر با تخفیف در اختیار او قرار گرفته‌است. یا فرد دیگری که از کارمندان شهرداری است، اعلام کرده در سال ۱۳۹۰ یک واحد آپارتمان با ۱۰ درصد تخفیف به او واگذار شده‌است.
به فرد دیگری از طریق تعاونی ۲۰۰ میلیون تومان وجه نقد پرداخت شده‌است. هم‌چنین به یکی از کارمندان شهرداری که مستأجر بوده‌است. هم‌چنین ورزشکاری که نام او در لیست واگذاری املاک قرار دارد، عنوان کرده که به موجب مصوبه شورای شهر ۲۰۰ میلیون تومان به وی تخفیف داده شده‌است.»

## واکنش مجلس
تعدادی از نمایندگان مجلس شورای اسلامی در اوایل شهریورماه ۱۳۹۵ گفتند که طرح تحقیق و تفحص از شهرداری تهران در سه محور «صدور مجوز و پروانه‌های ساخت بی حساب و کتاب، انتصاب ناصحیح در شهرداری تهران و واگذاری بی حساب و کتاب املاک به اعضای شورای شهر» را تدوین می‌کنند.
کمیسیون عمران مجلس اطلاعات مرتبط به تقاضای تحقیق و تفحص از شهرداری تهران را جمع‌آوری کرد و در اختیار نمایندگان متقاضی تحقیق و تفحص قرار داد و از آنجا که آنان از اطلاعات ارائه شده قانع نشدند، در آبان ماه ۱۳۹۵ جلسه‌ای با حضور آنان و شهردار تهران برگزار شد. کمیسیون عمران سپس با همکاری چند کمیسیون دیگر مجلس و تشکیل یک کمیته تخصصی و تشکیل جلساتی از جمله با حضور مدیران شهرداری، در نهایت روز ۱۰ اسفند تصمیم گرفت که تقاضای تحقیق و تفحص از شهرداری را رد کند. در پی سخنان سخنگوی کمیته عمران، محمود صادقی، نماینده مردم تهران به عنوان متقاضی تحقیق و تفحص از شهرداری تهران گفت: «برخی از نمایندگان خواستار این تحقیق و تفحص، در سه حوزه فروش تراکم، فروش املاک و تغییر کاربری‌ها از شهردار تهران سوالاتی را مطرح کردند و از پاسخ‌های وی قانع نشدیم». وی گفت که «گزارش‌هایی در دست است که نشان می‌دهد تهران به صورت غیرقانونی در حال فروخته شدن از سوی شهرداری است تا درآمدهایی کسب شود.» صادقی گفت که در مورد موضوع واگذاری املاک، شهرداری تهران ابتدا این موضوع را انکار می‌کرد، اما با فشار قوه قضائیه، اکثر موارد واگذاری را تأیید کرده‌است. وی با بیان اینکه با فروش تراکم وضعیت تهران به گونه‌ای شده که تنفس در آن غیرممکن است، افزود که «ظرف سه ماه گذشته به برادر یکی از اعضای کمیسیون عمران تراکمی به قیمت ۱۰ میلیارد تومان داده شده‌است.» پس از سخنان این نماینده مجلس و سخنگوی کمیسیون عمران، گزارش این کمیسیون در مورد «رد تحقیق و تفحص از عملکرد شهرداری تهران» به رأی گذاشته شد که به تصویب رسید.
در نهایت در روز سه‌شنبه، ۲۴ اسفند ۱۳۹۵ نمایندگان مجلس با قبول گزارش کمیسیون عمران مجلس، تقاضای تحقیق و تفحص از عملکرد شهرداری تهران در واگذاری املاک و پروژه‌ها به اشخاص حقیقی و حقوقی را رد کردند. این گزارش با ۱۳۲ رأی موافق، ۹۰ رأی مخالف و ۵ رأی ممتنع به تصویب رسید و در نتیجه، تحقیق و تفحص از شهرداری در دستور کار مجلس قرار نگرفت.
تصمیم مجلس مبنی بر عدم تحقیق و تفحص از عملکرد شهرداری باعث انتقاد برخی از نمایندگان مجلس شد. به عنوان مثال محمود صادقی، نماینده تهران با بیان این که اگر مسئله‌ای وجود نداشت، شهرداری باید از تحقیق استقبال می‌کرد، شهرداری را به «لابی‌گری» و «واگذاری امتیاز تراکم ۱۰میلیارد تومانی به برادر یکی از اعضای کمیسیون عمران مجلس» متهم کرد. فاطمه سعیدی، نماینده مجلس تهران نیز مخالفت نمایندگان با تحقیق و تفحص از شهرداری را ناشی از «فشار سنگین حامیان و اطرافیان شهردار تهران و لابی‌های عجیب با نمایندگان، انتخاب زمان نامناسب (آخرین سه شنبه سال) برای قراردادن این موضوع در دستور کار و غیبت ده‌ها نماینده در جلسه و عدم پایبندی برخی نمایندگان به نگاه غیرسیاسی به فساد» عنوان کرد. محمود صادقی در نوزدهم تیر ۱۳۹۷ همچنین افشا کرد که بر اساس گزارش‌های کارمندان مجلس در جریان تصویب طرح تحقیق و تفحص از شهرداری تهران یکی از نمایندگان به ارزش یک میلیارد تومان هولوگرام تغییر کاربری و تعدادی دیگر از نمایندگان مجلس کارت پول پنج میلیون تومانی دریافت کردند. او این را یکی از مصادیق مشخص فساد شبکه‌ای در کشور دانست.

## واکنش در مناظرات نامزدهای انتخابات ریاست جمهوری ۹۶
در سومین مناظره نامزدهای ریاست جمهوری ایران در تاریخ ۲۲ اردیبهشت ۱۳۹۶ حسن روحانی و اسحاق جهانگیری با اشاره به رسوایی واگذاری غیرقانونی «املاک نجومی» شهرداری تهران، صلاحیت محمدباقر قالیباف را زیر سؤال بردند. قالیباف مدعی شد که این املاک را به رفتگران و افراد عموماً فقیر واگذار کرده‌است.